# Maytenus haitiensis
Maytenus haitiensis är en benvedsväxtart som beskrevs av Ignatz Urban. Maytenus haitiensis ingår i släktet Maytenus och familjen Celastraceae. Inga underarter finns listade.